# Cyanomitra obscura
Cyanomitra obscura là một loài chim trong họ Nectariniidae.